# Hongshao rou
L’hongshao rou (紅燒肉T, 红烧肉S, hóngshāoròuP) è un classico piatto di maiale della Cina continentale.

## Descrizione
La preparazione è a base di pancetta di maiale e di una combinazione di zenzero, aglio, spezie aromatiche, peperoncini rossi, zucchero, anice stellato, salsa di soia chiara e scura e vino di riso. La pancetta viene cotta fino a rendere il grasso e la pelle gelatinosi e morbidi tanto da sciogliersi facilmente in bocca, mentre la salsa è solitamente densa, dolce e abbastanza appiccicosa. La consistenza del piatto si forma a seguito di un lungo processo di brasatura, durante il quale il liquido si riduce e diventa denso. Viene generalmente servito con riso al vapore e verdure, spesso durante le festività. Il piatto viene spesso preparato con uova sode o verdure, che vengono utilizzate per assorbire i succhi della ricetta.
Sebbene la ricetta si differenzi in base alla regione, la versione più nota è quella dello Hunan, spesso chiamata "maiale brasato rosso di Mao" (毛氏紅燒肉S, Máo shì hóngshāoròuP) in quanto pare essere stato uno dei piatti preferiti di Mao Zedong. La popolarità del piatto ha portato il governo provinciale dello Hunan a codificarne la ricetta, stabilendo in particolare che solo la carne della celebre razza di maiale Ningxiang dovesse essere utilizzata nell'autentico hongshao rou.